# Argileto
Argileto (em latim: Argiletum) foi uma estrada da cidade de Roma, na Itália. Situada entre o vale de Subura e o Fórum Romano, entrou entre a Cúria Hostília e a Basílica Emília. Embora com péssima reputação, foi uma das principais vias da cidade e um centro de troca. Provavelmente seu nome provenha da argila (argilla) que foi cavada nas proximidades. A parte inferior do Argileto foi ocupado por casas privadas, e durante o reinado de Domiciano (r. 81–96) e Nerva (r. 96–98) foi convertido no Fórum Transitório (Forum Transitorium).